# Hann. Münden
Hann. Münden (= oficiální podoba názvu; dříve jen Münden; běžně nazývaný také nezkráceným jménem Hannoversch Münden) je německé město a tzv. nezávislá obec (selbständige Gemeinde podle dolnosaského komunálního práva). Leží v okrese Göttingen v nejjižnějším výběžku Dolního Saska na hranici s Hesenskem a nedaleko Durynska. Jádro města je státem uznané letovisko (Erholungsort). 
Město se nachází na soutoku Werry a Fuldy, jímž vzniká řeka Vezera. Z toho vychází i název, který znamená „ústí“, a jeho přezdívka „město tří řek“. Je zde pohřben německý ranhojič a chirurg Johann Andreas Eisenbarth (zvaný „doktor Eisenbarth“), který zde zemřel během svých cest. Vědec a světoběžník Alexander von Humboldt prý měl toto místo rád a údajně pravil, že Münden je „jedním ze sedmi nejkrásnějších měst světa“, k tomuto často citovanému výroku však neexistuje žádný písemný doklad. 

## Rodáci
- Anna Marie Brunšvicko-Lüneburská (1532–1568), pruská vévodkyně-manželka
- Hermann Friedrich Teichmeyer (1685–1746), lékař a botanik, otčím Albrechta von Hallera
- Georg Friedrich Grotefend (1775–1853), lingvista
- Christian Kalkbrenner (1755–1806), skladatel a dirigent
- Ernst Wollweber (1898–1967), německý levicový a později východoněmecký politik
- Anne Marie von Schutzbar (1903–1991), druhá manželka velkovévody Mikuláše Oldenburského
- Christa Schroederová (1908–1984), jedna ze sekretářek Adolfa Hitlera

## Partnerská města
- Suresnes (od 1959)
- Cholon (od 1988)
- Chełmno (od 1992)